# Dawid Kownacki
Dawid Igor Kownacki (Gorzów Wielkopolski, 1997. március 14. –) lengyel válogatott labdarúgó, a Fortuna Düsseldorf játékosa kölcsönben a Werder Bremen csapatától.

## Pályafutása

### Klubcsapatban
Pályafutását szülővárosában a GKP Gorzów Wielkopolskiban kezdte. 2005-ben a Lech Poznańhoz került. Az összes utánpótláscsapatban játszott, majd 2013-ban bemutatkozhatott a felnőttek között is. Első gólját 2014 februárjában szerezte a Pogoń Szczecin ellen, egy 5–1-es vereség alkalmával. 2017. július 11-én öt éves szerződést írt alá a Sampdoria csapatával. Augusztus 12-én megszerezte az első gólját a kupában a Foggia Calcio csapata ellen. 2019. január 31-én kölcsönbe került a német Fortuna Düsseldorf csapatához, opciós joggal. Február 6-án a Schalke klubja elleni kupa találkozón debütált. Június 30-án érvényesítették a vásárlási záradékot, ezt 2020 januárjában teljesítették is.
2022. február 2-án visszatért a Lech Poznańhoz kölcsönben a szezon végéig. 2023. május 22-én bejelentette, hogy a 2023–24-es szezont a Werder Bremen csapatánál folytatja. 2024. augusztus 20-án visszatért kölcsönbe a Fortuna Düsseldorf csapatához.

### A válogatottban
2015 és 2019 között 23 alkalommal lépett pályára a lengyel U21-es válogatottban és 15 gólt szerzett. A lengyel válogatottban 2018. március 23-án debütált egy Nigéria elleni 1–0-s vereség alkalmával. Nevezték a 2018-as világbajnokságon részt vevő válogatott 23-as keretébe.

## Sikerei, díjai
Lech Poznan
- Lengyel bajnok (2): 2014–15, 2021–22
- Lengyel szuperkupa (2): 2015, 2016

## Külső hivatkozások
- Dawid Kownacki adatlapja a National-Football-Teams.com oldalon (angolul)

- Dawid Kownacki (lengyel nyelven). 90minut.pl
- Dawid Kownacki (angol nyelven). FootballDatabase.eu
- Dawid Kownacki (angol nyelven). soccerway.com
- Dawid Kownacki (angol nyelven). scoresway.com. [2018. június 24-i dátummal az eredetiből archiválva]. (Hozzáférés: 2018. június 23.)